# 培丰镇
培丰镇是中国福建省龙岩市永定县下辖的一个镇，位于永定县东北部，面积为107平方公里，常住人口约3.86万人。1993年从坎市镇分出设乡，1994年撤乡建镇。

## 行政区划
培丰镇共辖11个行政村，分别是：
文溪村、文东村、孔夫村、大排村、洪源村、长流村、东中村、振东村、丰田村、岭东村、上和村。

## 地理
培丰镇位于永定县东北部、永定河上游，东邻新罗区适中镇，西靠坎市镇，南与抚市镇、龙潭镇接壤，北与新罗区红坊镇、东肖街道相连。。

## 自然资源
培丰镇地下资源丰富，主产煤、石灰石、铁、锰、铅、锌、铝，已探明煤炭储量1.5亿吨，是福建省重点产煤乡镇。

## 经济
培丰镇是永定县较富有的乡镇之一，2008年，实现社会总产值9.7亿元，其中企业产值8.3亿元，农业总产值1.4亿元，财政收入4820万元，人均纯收入5420元。

## 教育
- 永定县培丰中学
- 永定县培才中学